# Griffin Dorsey
Griffin Dorsey (Evergreen, 5 marzo 1999) è un calciatore statunitense, attaccante degli Houston Dynamo.

## Carriera

### Nazionale
Nel 2018 con la Nazionale U-20 statunitense ha preso parte al Campionato nordamericano Under-20 2018.

## Statistiche

### Presenze e reti nei club
Statistiche aggiornate al 24 settembre 2023.
| Stagione              | Squadra               | Campionato            | Campionato | Campionato | Coppe nazionali | Coppe nazionali | Coppe nazionali | Coppe continentali | Coppe continentali | Coppe continentali | Altre coppe | Altre coppe | Altre coppe | Totale | Totale |
| Stagione              | Squadra               | Comp                  | Pres       | Reti       | Comp            | Pres            | Reti            | Comp               | Pres               | Reti               | Comp        | Pres        | Reti        | Pres   | Reti   |
| --------------------- | --------------------- | --------------------- | ---------- | ---------- | --------------- | --------------- | --------------- | ------------------ | ------------------ | ------------------ | ----------- | ----------- | ----------- | ------ | ------ |
| 2019                  | Toronto FC            | MLS                   | 1          | 0          | -               | -               | -               | CCL                | 1                  | 0                  | CC          | -           | -           | 2      | 0      |
| 2020                  | Toronto FC            | MLS                   | 0          | 0          | -               | -               | -               | -                  | -                  | -                  | MisB        | 1           | 0           | 1      | 0      |
| apr.-lug. 2021        | Toronto FC            | MLS                   | 0          | 0          | -               | -               | -               | CCL                | 2                  | 0                  | -           | -           | -           | 2      | 0      |
| Totale Toronto FC     | Totale Toronto FC     | Totale Toronto FC     | 1          | 0          |                 | -               | -               |                    | 3                  | 0                  |             | 1           | 0           | 5      | 0      |
| 2021                  | Houston Dynamo        | MLS                   | 20         | 2          | -               | -               | -               | -                  | -                  | -                  | -           | -           | -           | 20     | 2      |
| 2022                  | Houston Dynamo        | MLS                   | 27         | 1          | USOC            | 2               | 0               | -                  | -                  | -                  | -           | -           | -           | 29     | 1      |
| 2023                  | Houston Dynamo        | MLS                   | 16         | 1          | USOC            | 5               | 1               | -                  | -                  | -                  | LC          | 4           | 1           | 25     | 3      |
| Totale Houston Dynamo | Totale Houston Dynamo | Totale Houston Dynamo | 63         | 4          |                 | 7               | 1               |                    | -                  | -                  |             | 4           | 1           | 74     | 6      |
| Totale carriera       | Totale carriera       | Totale carriera       | 64         | 4          |                 | 7               | 1               |                    | 3                  | 0                  |             | 5           | 1           | 79     | 6      |

## Palmarès
- Lamar Hunt U.S. Open Cup: 1

Houston Dynamo: 2023